# یواس‌اس سزار (ای‌سی-۱۶)
یواس‌اس سزار (ای‌سی-۱۶) (به انگلیسی: USS Caesar (AC-16)) یک کشتی است که طول آن ۳۲۲ فوت (۹۸ متر) می‌باشد. این کشتی در سال ۱۸۹۶ ساخته شد.